# Megaselia percaeca
Megaselia percaeca är en tvåvingeart som beskrevs av Rudolf Beyer 1965. Megaselia percaeca ingår i släktet Megaselia och familjen puckelflugor. Inga underarter finns listade i Catalogue of Life.